# Ludwig Schwarz
Ludwig Schwarz (ur. 21 maja 1899, zm. 3 października 1947 w Landsberg am Lech) – zbrodniarz wojenny, kapitan Wehrmachtu i członek załogi obozu koncentracyjnego Flossenbürg.
Od 12 grudnia 1944 do kwietnia 1945 Schwarz był komendantem (Lagerführerem) Hersbruck – podobozu Flossenbürga. Dowodził także jedną z kolumn więźniów podczas marszu śmierci z tego obozu. Brał aktywny udział w zbrodniach popełnionych w Hersbruck. Przed rozpoczęciem ewakuacji z obozu rozkazał rozstrzeliwać wszystkich więźniów niezdolnych do dalszego marszu. Około 300 z liczącej 600 więźniów kolumny zginęło w ten sposób.
Schwarz został osądzony w procesie załogi Flossenbürga przez amerykański Trybunał Wojskowy w Dachau i skazany na karę śmierci przez powieszenie. Wyrok wykonano w więzieniu Landsberg w październiku 1947. Był jednym z niewielu żołnierzy Wehrmachtu, którzy zostali osądzeni za zbrodnie popełnione w hitlerowskich obozach koncentracyjnych.